# HD 166841
HD 166841，又名CP-68 3081，SAO 254196、HR 6808，是一颗恒星，视星等为6.33，位于銀經326.26，銀緯-22.05，其B1900.0坐标为赤經18h 7m 19.1s，赤緯-68° -22.05′ 34″。